# Eddy Grant
Edmond Montague Grant (n. 5 martie 1948) este un vocalist și muzician guyanez-britanic. El a fost membru fondator al grupului Equals, unul dintre primele grupuri pop populate rasial din Regatul Unit. De asemenea, el este cunoscut pentru o carieră solo de succes care include platina unică "Electric Avenue". A fost, de asemenea, pionierul genului ringbang-ului.

## Viața personală
Grant sa născut în Plaisance, Guyana Britanică, după care sa mutat la Linden. Tatăl său, Patrick, a fost un trumpeter care a jucat în Nello și pe Luckies. În timp ce la școală, părinții săi locuiau și lucrau în Regatul Unit, trimițând bani înapoi pentru educația lui. În 1960, a emigrat să se alăture părinților săi la Londra. El a locuit în orașul Kentish și a mers la școală la Acland Burghley Secondary Modern la Tufnell Park, unde a învățat să citească și să scrie muzică. A devenit un mare fan al lui Chuck Berry și, după ce la văzut jucând la Finsbury Park, Astoria a decis o carieră în muzică.

## Carieră
În 1965, Grant a format Equals, cântând la chitară și cântând vocale de fundal, iar formația a avut două albume hit și un hit minor cu single-ul "I Get So Excited" înainte de a avea un număr unu în 1968 cu melodia "Baby Come Back". De asemenea, melodia a fost în fruntea clasamentului britanic Singles în 1994, când a fost acoperită de Pato Banton cu Robin și Ali Campbell din grupul reggae al UB40. În această perioadă, a lucrat și ca compozitor și producător pentru alți artiști, printre care Piramidele (producând single-ul de debut "Train Tour to Rainbow City") și Prince Buster, pentru care a scris "Rough Rider", și a lansat marca de discuri Torpedo , lansând singurele reggae britanice.
În 2006 a lansat albumul Reparation.
În 2008, Grant a participat la concertul de 90 de ani de naștere al lui Nelson Mandela și, de asemenea, a jucat mai multe întâlniri în Marea Britanie, inclusiv în Festivalul Glastonbury.
În 2016 a fost anunțat că Grant va primi un premiu de realizare pe durata vieții de la guvernul din Guyana.

## Discografie

### Albume de studio
- 1975 – Eddy Grant
- 1977 – Message Man
- 1979 – Walking on Sunshine
- 1980 - Love In Exile
- 1981 - Can't Get Enough
- 1982 - Killer on the Rampage
- Going for Broke
- 1987 – Born Tuff
- File Under Rock (1988)
- Barefoot Soldier (1990)
- Paintings of the Soul (1992)
- Soca Baptism (1993)
- Hearts and Diamonds (1999)
- Reparation (2006)
- Plaisance (2017)